# Dan O'Shannon
Dan O'Shannon (...) è uno sceneggiatore e produttore televisivo statunitense.
È noto per essere tra gli autori e co-produttori esecutivi di Modern Family, Frasier e Cin cin, esperienze grazie alla quale ha ottenuto in veste di co-produttore diversi premi Emmy, Producers Guild of America Award e Writers Guild of America Award. Personalmente ha vinto il premio WGA alla miglior sceneggiatura di una serie commedia nel 2003, per aver scritto un episodio di Frasier, ed è stato candidato per lo stesso premio anche nel 2012 per un episodio di Modern Family.

## Filmografia

### Sceneggiatore
- Nancy, Sonny & Co. - serie TV, 1 episodio (1986)
- Biancaneve a Beverly Hills - serie TV, 1 episodio (1987)
- Bravo Dick (Newhart) - serie TV, 6 episodi (1987-1989)
- Cin cin (Cheers) - serie TV, 18 episodi (1989-1993)
- The Boys - serie TV, 3 episodi (1993)
- Redux Riding Hood - corto (1997)
- Susan - serie TV, 4 episodi (1996-1998)
- Maggie - serie TV, 2 episodi (1998)
- Star Trek: Enterprise - serie TV, 1 episodio (2002)
- Frasier - serie TV, 7 episodi (1999-2002)
- The Fan and the Flower - corto (2005)
- Threshold - serie TV, 2 episodi (2005-2006)
- Jericho - serie TV, 1 episodio (2006)
- Back to You - serie TV, 2 episodi (2007-2008)
- Better Off Ted - Scientificamente pazzi (Better Off Ted) - serie TV, 2 episodi (2009)
- Modern Family - serie TV (2009 - in produzione)

### Produttore
- Cin cin (Cheers) - serie TV (1990-1993)
- Susan - serie TV (1996-1998)
- Maggie - serie TV (1998)
- Frasier - serie TV (1999-2004)
- The Fan and the Flower - corto (2005)
- Threshold - serie TV (2005-2006)
- Jericho - serie TV (2006-2007)
- Back to You - serie TV (2007-2008)
- Better Off Ted - serie TV (2009)
- Modern Family - serie TV (2009 - in produzione)